# Državna cesta D506
D506 je bila državna cesta u Hrvatskoj. Ukupna duljina iznosila je 27,2 km.